# Lucjan Demidowski
Lucjan Demidowski (ur. 1946 w Krzeszowie Górnym) – polski artysta fotograf. Członek rzeczywisty Związku Polskich Artystów Fotografików. Członek Zarządu Okręgu Lubelskiego ZPAF. Członek honorowy Lubelskiego Towarzystwa Fotograficznego.

## Życiorys
Lucjan Demidowski – jeden z przedstawicieli konceptualizmu w fotografii polskiej, związany z lubelskim środowiskiem fotograficznym – jest wykładowcą w Lubelskiej Szkole Fotografii, gdzie prowadzi zajęcia z historii fotografii oraz pracownię fotografii kreacyjnej. Mieszka i tworzy w Motyczu Leśnym – fotografuje od 1960 roku, wówczas jako członek Fotoklubu Zamek w Lublinie. Miejsce szczególne w jego twórczości zajmuje fotografia kreacyjna, fotografia poszukująca, fotografia portretowa oraz fotografia reklamowa. W 1972 roku został laureatem Lubelskiej Nagrody Artystycznej, jest dwukrotnym stypendystą Ministerstwa Kultury i Sztuki. Od 1973 roku do 1975 współpracował z warszawską Galerią Remont. Jest autorem wielu spotkań, prelekcji, warsztatów poświęconych fotografii.
Lucjan Demidowski jest autorem i współautorem wielu wystaw fotograficznych; indywidualnych oraz zbiorowych, w Polsce i za granicą (m.in. we Francji, w Japonii, Niemczech, Stanach Zjednoczonych, Szwajcarii, na Węgrzech). W 1971 roku został przyjęty w poczet członków Związku Polskich Artystów Fotografików (legitymacja nr 383), w którym obecnie pełni funkcję przewodniczącego Komisji Rewizyjnej w Zarządzie Okręgu Lubelskiego ZPAF.
Fotografie Lucjana Demidowskiego znajdują się w zbiorach Biura Wystaw Artystycznych w Lublinie, Galerii Labirynt w Lublinie, Galerii Wymiany w Łodzi, Towarzystwa Zachęty Sztuk Pięknych w Warszawie. Biografię artysty opublikowano w Antologii fotografii polskiej 1839–1989 (Jerzego Lewczyńskiego).

## Wybrane wystawy indywidualne
- Autoportret – Biuro Wystaw Artystycznych (Lublin, Warszawa, Olsztyn 1971);
- Ogród – Galeria Labirynt (Lublin 1973);
- Rzeczywiste – pozorne – Galeria Remont (Warszawa 1973);
- Transfiguracje – Galeria Labirynt (Lublin 1974);
- Fotografie, fotografie (Nowy Sad 1974);
- Strumień – Foto Medium Art (Wrocław 1988);
- Lustra – Mała Galeria ZPAF (Warszawa 1990);
- Wizerunki – Biuro Wystaw Artystycznych (Lublin 1993);
- Obrazy iluzoryczne – Galeria NN (Lublin 2010)[20];
- Lucjan Demidowski – Galeria NN (Lublin 2011);
- Obrazy iluzoryczne – Muzeum Jana Długosza (Sandomierz 2011);
- Islandia – Galeria Pomost (Lublin 2016)[11];
- Obrazy iluzoryczne – Muzeum Stanisława Staszica (Piła 2017)[12][17];
- Artyści Lublina – Dom Kultury Lubelskiej Spółdzielni Mieszkaniowej (Lublin 2018)[21][22];

Źródło.

## Wybrane wystawy zbiorowe
- Polska Fotografia Poszukująca (Tokio 1972);
- Polska Fotografia Poszukująca (Tokio 1973);
- Polska Fotografia Poszukująca (Kolonia 1973);
- Polska Fotografia Poszukująca (Paryż 1973);
- Kino Laboratorium – Galeria EL (Elbląg 1973);
- Nowe Kino – Galeria Współczesna (Warszawa 1974);
- Polska Fotografia Współczesna (Niemcy 1975);
- Polska Fotografia Współczesna (Szwajcaria 1975);
- Out of Eastern Europe – Private Photography (Cambridge, USA 1986);
- Polska Fotografia Intermedialna lat 80-tych (Poznań 1988);
- Fotografia i (gra) z rzeczywistością (Łódź 1989);
- Fotoanarchiv II (Szombathely, Węgry 1990);
- Polska Fotografia XX wieku – Muzeum Czartoryskich Arsenał (Kraków 2008);
- Lublin – Drohobycz – J.Czechowicz – B.Schulz (Kazimierz Dolny 2009);
- Prawda i nieprawda fotografii – Biuro Wystaw Artystycznych (Lublin 2010);
- Konceptualizm – medium fotografia (Międzynarodowe Biennale Sztuki) – Fokus (Łódź 2010);

Źródło.